# Caerleon Roman Fortress and Baths

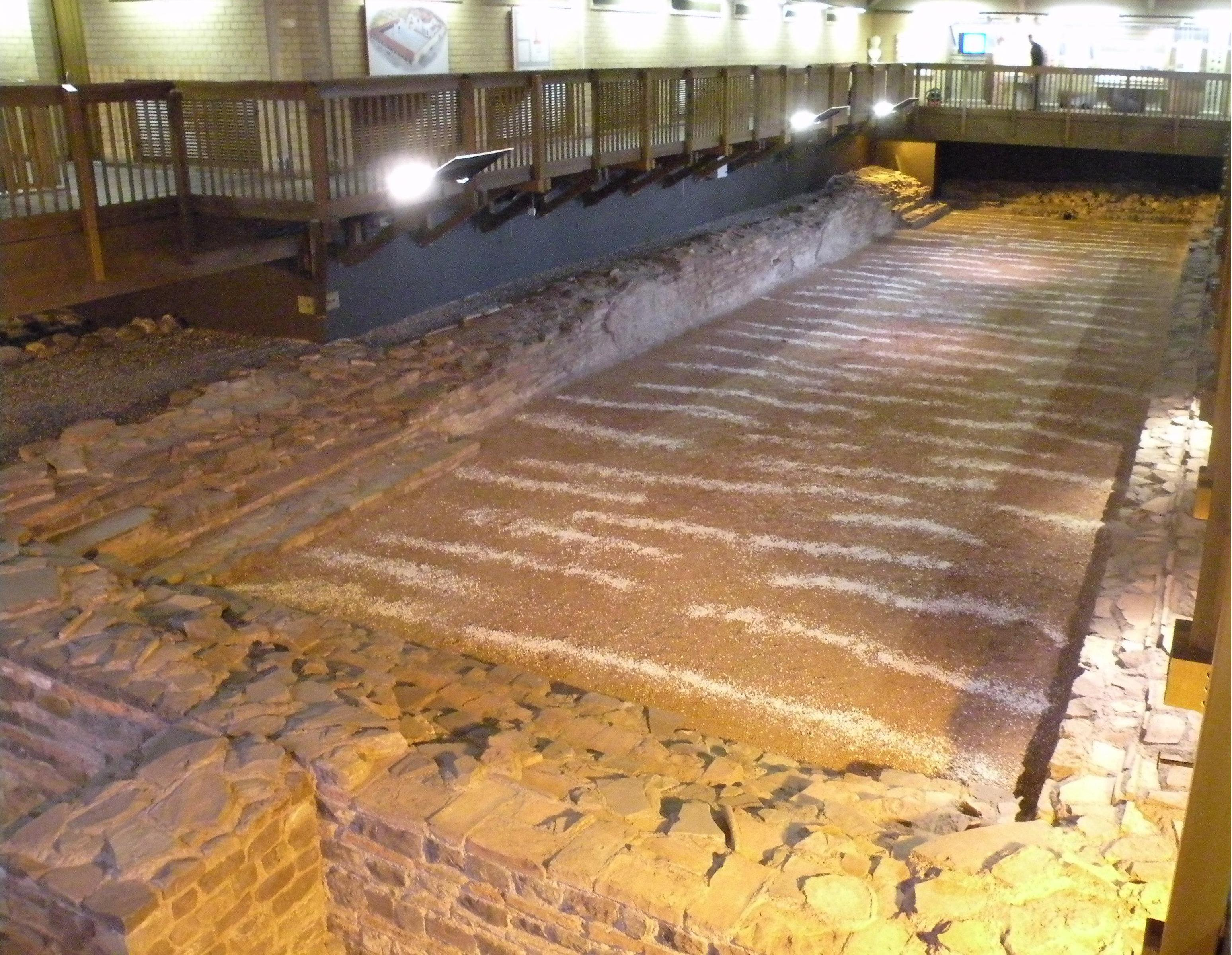
De natatio (openluchtzwembad) van het badencomplex in Caerleon.

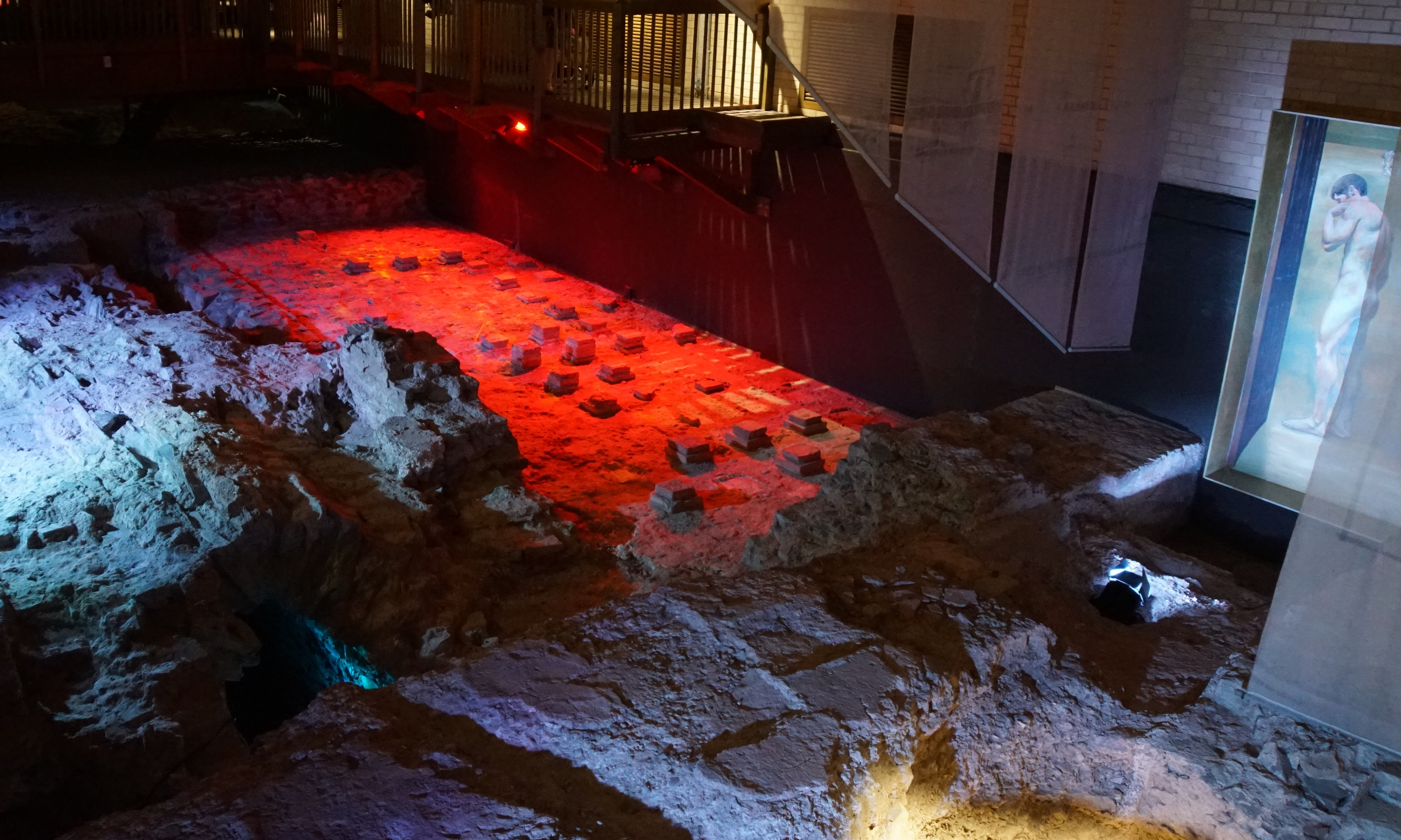
Van het verwarmde apodyterium zijn de kolommen te zien waarop de vloer rustte.

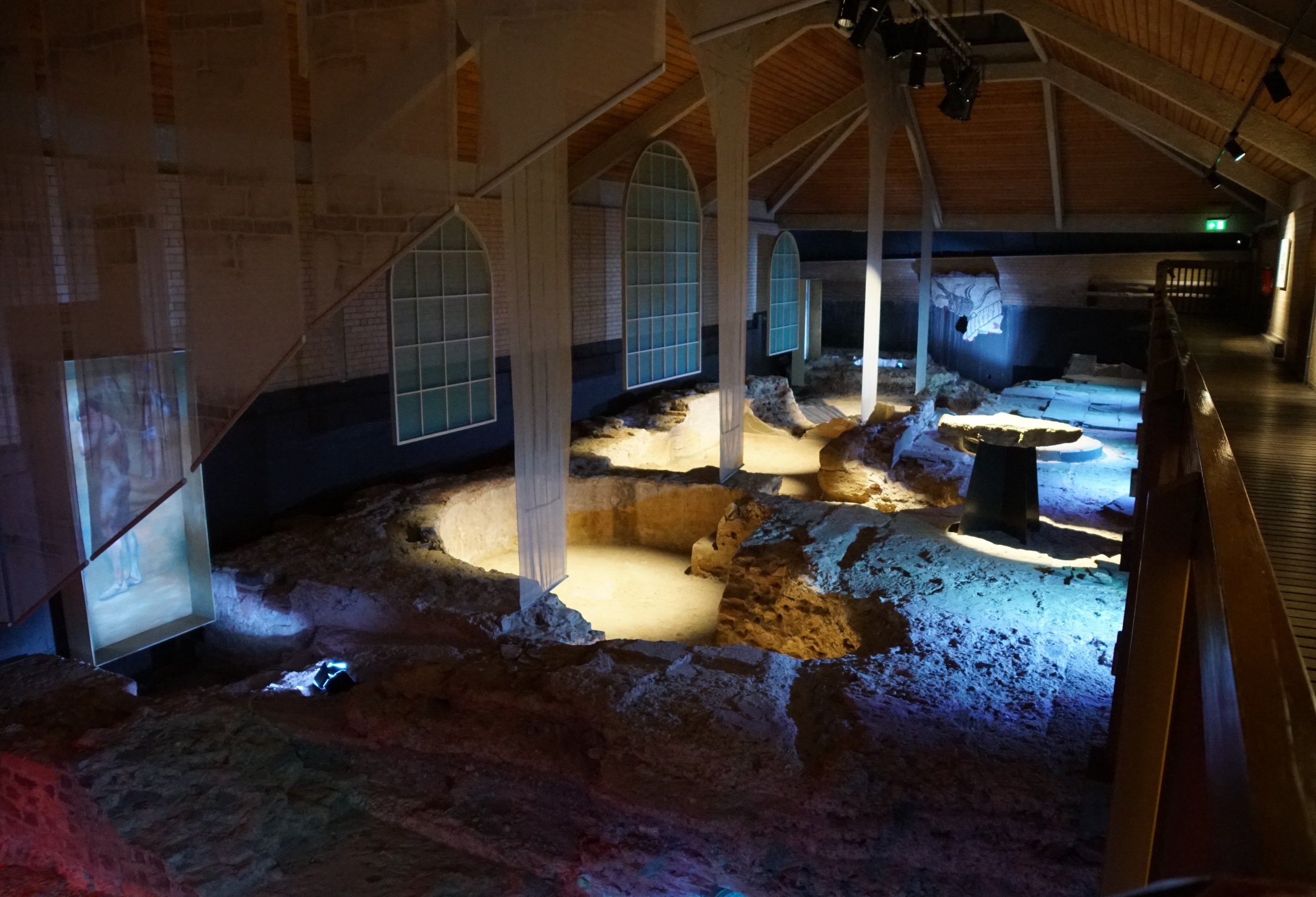
Deel van het frigidarium.

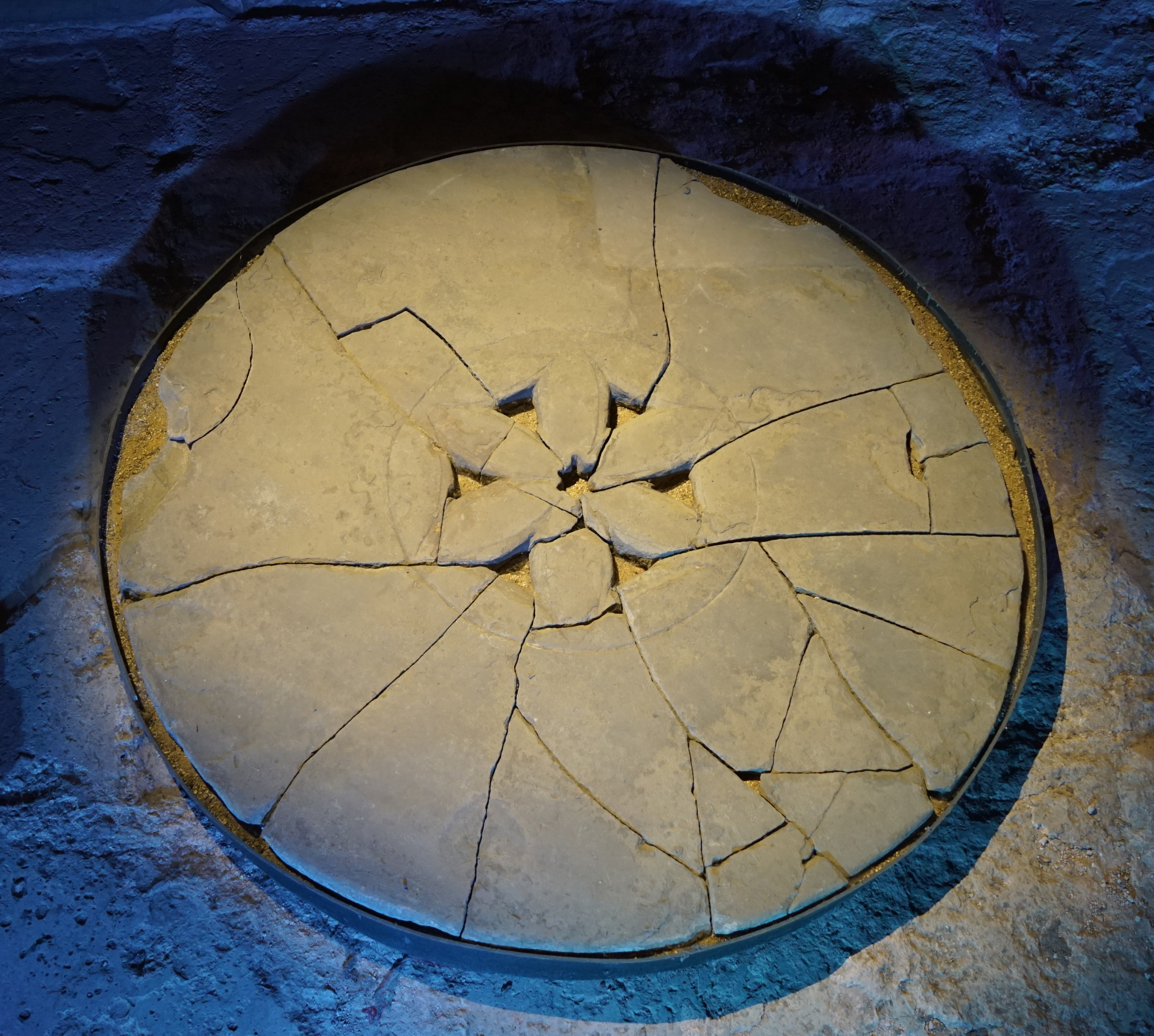
Putdeksel voor de afwatering in het bad.

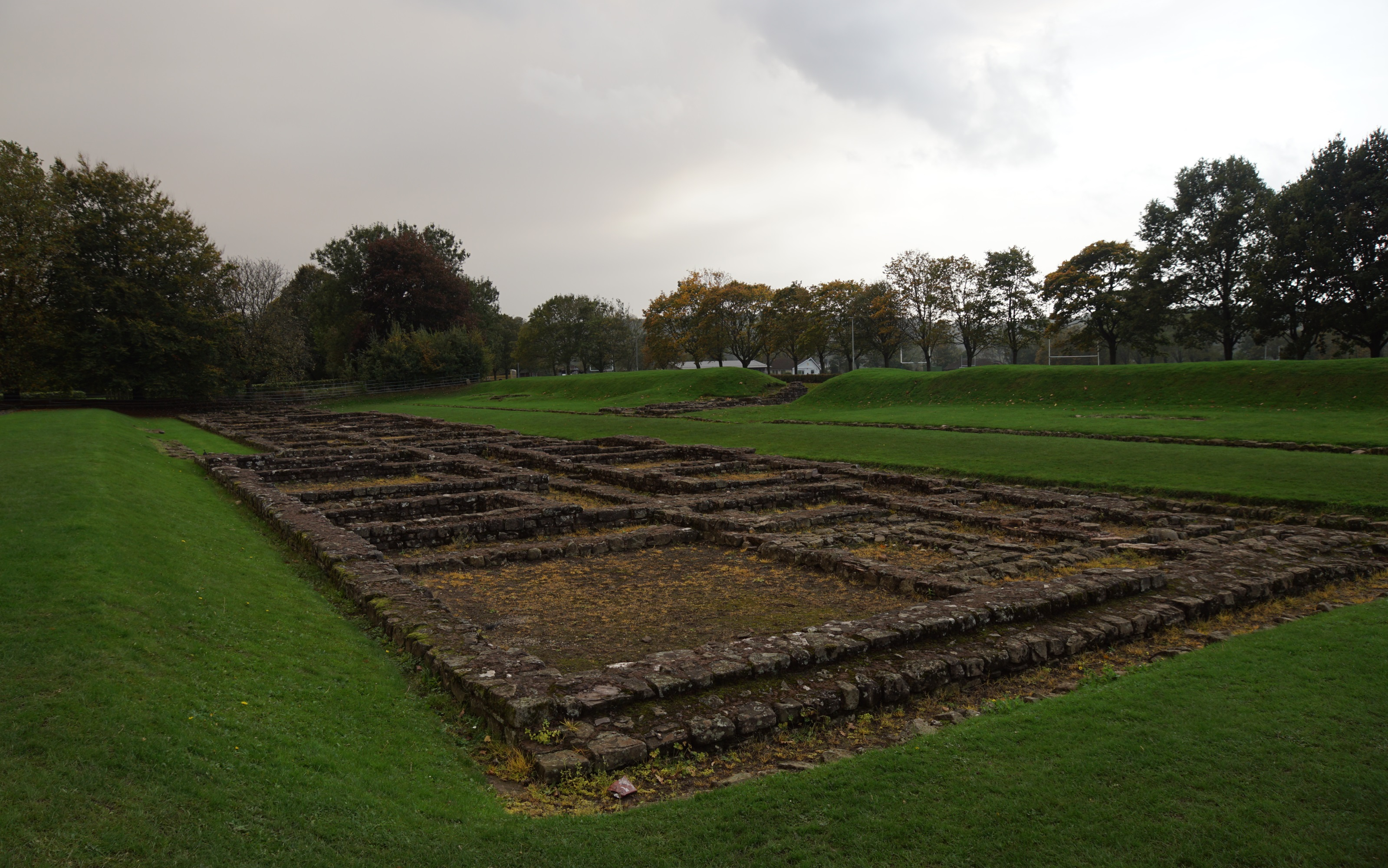
De Romeinse barakken met vooraan het kwartier en kantoor van de centurion.

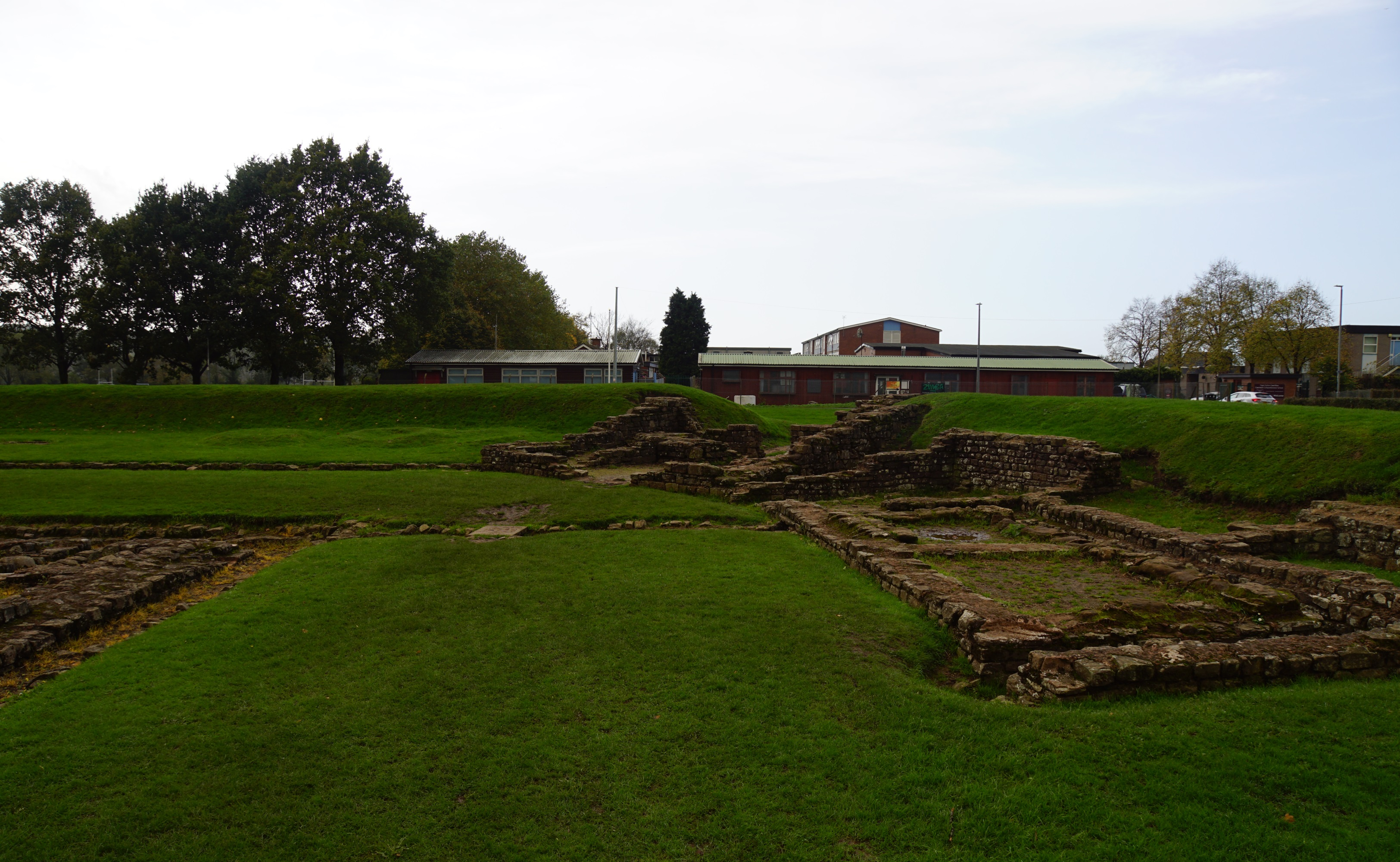
Voor de omwalling van het fort (achteraan) zijn de ronde bases van de ovens te zien, rechts in de hoek de restanten van een toren en rechts een latrine.

Het complex Caerleon Roman Fortress and Baths bestaat uit de restanten van een Romeins legioenfort met baden uit de eerste eeuw, gelegen in Caerleon in de Welshe regio Newport (Wales) in het historisch graafschap Monmouthshire in Groot-Brittannië.

## Periode
Het Romeinse legioenfort Isca Augusta was de thuisbasis van het legioen Legio II Augusta en het militaire hoofdkwartier van Zuid-Wales van circa 75 tot het eind van de derde eeuw.
De bouw van het badhuiscomplex van het fort werd gestart tussen 75 en 77. Het apodyterium werd rond 150 gebouwd.
Tot 230-240 bleef het badhuiscomplex in gebruik door het legioen. Rond 290-300 werd het complex gestript van al het herbruikbare materiaal.
In 1927 werden door Victor Nash-Williams (1897-1955) de barakken op Prysg Field opgegraven. Het badhuiscomplex werd opgegraven in de periode 1964-1981.

## Bouw
Het Romeinse legioenfort Isca Augusta lag op de plaats waar zich thans Caerleon bevindt. 
Van het fort is een deel van het badencomplex, de zuidwestelijke barakken, het amphitheater en een deel van de zuidelijke ommuring opgegraven en te bezoeken. 
Een deel van de archeologische vondsten is te aanschouwen in het lokale National Roman Legion Museum en in het National Museum Wales.

### Badencomplex
Het opgegraven deel van het badencomplex van het fort bevindt zich in een gebouw noordoosten van de High Street (locatie: 51°36'36.7"N 2°57'14.5"W). Dit gebouw, daterend uit 1983-1984, heeft een L-vormige plattegrond en toont de natatio, een apodyterium en het frigidarium.
De natatio, oftewel het openluchtzwembad, bestaat uit een lange, smalle rechthoek. Het zwembad is 25,6 meter lang. Het zwembad werd in de tweede eeuw verkort; oorspronkelijk was het zwembad 41 meter lang. Bij het verkorten werd ook een nymphaeum verwijderd; de resten hiervan zijn nog te zien. De natatio is 1,2 tot 1,6 meter diep.
Achter de natatio bevindt zich een deel van een verwarmd apodyterium, een kleedkamer. Te zien zijn de bakstenen kolommen waarop de vloer rustte; in de ruimte onder de vloer circuleerde warme lucht. Rechts ervan is een deel te zien van een koud bad waar men in kon springen. De hoofdafvoer van het bad ligt hier tussenin.
Hierachter ligt de noordwestelijke muur van het frigidarium, de hal van het koudewaterbad.  
In deze gewelfde hal liggen de funderingen van een rechthoekig bad, geflankeerd door twee apsisvormige alkoven. Doorgangen aan de uiteinden van de muur leidden naar de in het noordwesten gelegen oefenruimte, een hal in basilica-vorm.
Een deel van een mozaïekvloer wordt tentoongesteld op de zuidoostelijke muur, is afkomstig van een tweede verwarmd apodyterium, dat aan de noordoostzijde lag. 
De funderingen van de andere twee grote hallen, het tepidarium (lauwwaterbad) en het caldarium (heetwaterbad) liggen naar het zuidoosten, onder de huizen en tuinen van Backhall Street.

### Fortommuring
De muren aan de zuidwestelijke zijde van het fort zijn te bezichtigen. Deze liggen ten oosten van Broad Street en ten noorden van het amfitheater.

### Prysg Field Barracks
Enkel de barakken voor legioensoldaten die in de westhoek van het Romeinse fort liggen zijn opgegraven (locatie: 51°36'38.3"N 2°57'34.2"W). Deze barakken zijn genoemd naar het veld waarin ze zijn gevonden: Prysg Field. Anno 2017 zijn dit de enige te bezichtigen Romeinse barakken in het Verenigd Koninkrijk. Het betreft vier barakken, die in paren tegenover elkaar zijn gerangschikt. Enkel de funderingen van de meest westelijke barak zijn origineel, de overige (hogere) funderingen zijn moderne replica's.
Elke barak huistvestte een centurie en bestond uit twaalf gepaarde kamers die uitkwamen op een veranda met de behuizing en kantoor voor de centurion op een van de uiteinden. De complexiteit van de kwartier van de centurion in de meest westelijke barak was het resultaat van latere wijzigingen op het originele ontwerp. Een gepaarde kamer bood ruimte aan acht mannen, waarbij de binnenste kamer diende als slaapruimte en de buitenste kamer als opslagruimte. Aangezien een centurie uit slechts 80 man bestond, betekent dat twee gepaarde kamers voor andere doeleinden werden gebruikt, wellicht als kwartieren voor de onderofficieren of recruten.
Achter de omwalling van het fort bevinden zich de resten van twee kleine torens, kookovens, keukens, een latrine met afwatering (gebouwd in 150) en een fragment van een warenhuis dat gebouwd was aan het noordwestelijke uiteinde van de ommuring van het fort.

## Beheer
Het complex Caerleon Roman Fortress and Baths wordt beheerd door Cadw, net als het nabij gelegen Caerleon Amphitheatre.